# أودري بلينولت
أودري بلينولت ابنة أم أيرلندية وأب إفريقي كان عمدة المدينة، ولدت أودري في بريداسدورب. درست الأدب الإفريقي في جامعة ستيلينبوش، وحصلت على درجة الماجستير في اللغتين الإفريقية والهولندية. في عام 1940 بدأت التدريس في ويلينغتون ثم في ستيلينبوش لاحقًا. وفي عام 1945 أصبحت رئيسة تحرير مجلة Die Huisvrou وهي مجلة نسائية. وفي نفس العام بدأت أول برنامج كتابي باللغة الإفريقية على الراديو. كتبت عمودًا في مجلة ساري النسائية الإفريقية لمدة 25 عامًا، تم جمع المقالات من تلك الأعمدة ونشرها في 17 كتابًا.
تم نشر مجموعة من رسائلها Blywende vreugde في مايو 2008. وأدارت برنامج الثقافة النسائية لهيئة الإذاعة بجنوب إفريقيا.

## عائلتها
تزوجت مرتين، الأولى من أندريس بليجنولت الذي توفي في حادث سيارة عام 1967. وأصيبت بجروح خطيرة في نفس الحادث لكنها كانت الناجية الوحيدة من السيارة. والمرة الثانية تزوجت من آتي دو فيلييه عام 1970. كما أصبحت ابنتها ماري هيسي كاتبة.

## الجوائز والتكريم
حصلت على جائزة يوجين ماريه عام 1961، وجائزة دبليو إيه هوفميرعام 1965، وجائزة أديلايد ريستوري الإيطالية. وفي عام 1982 حصلت على جائزة رئيس الدولة للخدمة المتميزة. وكانت أول امرأة يتم تعيينها في مجلس إدارة أكاديمية جنوب أفريقيا للعلوم والثقافة.

## أعمالها
- في كلاين ماعت كابستاد، 1955.

- يموت vrolike كذب (1957).
- ميت لايتر تريد (1962).